# Фундаментальная и прикладная математика
«Фундаментальная и прикладная математика» — научный журнал, в котором публикуются оригинальные исследовательские работы и обзорные научные статьи из всех областей математики.
Обзоры и статьи журнала охватывают как фундаментальные области математики —
алгебру,
математический и
функциональный анализ,
геометрию и топологию,
дифференциальную геометрию,
дифференциальные уравнения,
математическую логику,
дискретную математику,
оптимальное управление,
теорию вероятности и
случайные процессы —
так и новые, пользующиеся большой популярностью направления —
экономическую математику, информатику
и др.
Публикуются материалы, связанные с применением
математических результатов в физике и механике,
биологии и медицине, лингвистике.
Журнал рассчитан на научных работников,
преподавателей высшей школы, студентов и аспирантов.
Журнал основан в 1995 г.,
издаётся Центром новых информационных технологий
Московского государственного университета им. М. В. Ломоносова
и Издательским домом
«Открытые системы».
В 1995—2004 гг.
журнал «Фундаментальная и прикладная математика»
выходил 4 раза в год,
с 2005 г. журнал выходит 8 раз в год.
Все статьи в журнале рецензируются членами редколлегии
и приглашёнными специалистами.
Главными редакторами журнала являются
академик РАН, профессор
Р. В. Гамкрелидзе,
доктор физико-математических наук, профессор
А. В. Михалёв,
академик РАН, профессор
В. А. Садовничий.
В редакционную коллегию входят
профессора Московского государственного университета
им. М. В. Ломоносова
и других вузов России, ведущие научные сотрудники институтов и
научно-исследовательских учреждений.
В журнале «Фундаментальная и прикладная математика»
статьи публикуются на русском языке.
С 2003 г. все выпуски журнала
переводятся на английский язык и публикуются в журнале
«Journal of Mathematical Sciences» издательства
Springer Science+Business Media.
Журнал реферируется крупнейшими реферативными журналами: «Реферативным журналом Математика» ВИНИТИ, «Mathematical Reviews», «Zentralblatt MATH».
На сайте журнала «Фундаментальная и прикладная математика» доступны содержания выпусков, аннотации на русском и английском языках, полные тексты статей в формате PDF. Поддерживается информационная
рассылка о новых выпусках.